# Walter Kotschnig
Walter Maria Kotschnig (* 9. April 1901 in Judenburg, Cisleithanien; † 23. Juni 1985 in Newtown, Pennsylvania) war ein US-amerikanischer Politikexperte, der mehrere Jahrzehnte als Berater in der US-Außenpolitik und insbesondere in UN-Gremien aktiv war.

## Jugend und Studium
Walter Kotschnig wurde als Sohn des jüdischen Ehepaares Ignaz und Therese Huber Kotschnig geboren. Sein Vater war Lehrer an der Knabenvolksschule Judenburg und von 1919 bis 1934 deren Direktor. Walter Kotschnig besuchte die Volksschule in Graz und schloss dort 1919 das Realgymnasium ab. 1920 begann Kotschnig ein Studium in Graz, das er später an der Universität Kiel fortsetzte, wo er 1924 in Politikwissenschaft mit einem Doktorgrad abschloss. Während seines Studiums in Graz erkrankte Kotschnig an Tuberkulose, amerikanische Hilfsorganisationen in den Niederlanden übernahmen kurzfristig seine Unterbringung und Behandlung, was Kotschnig nach eigenen Angaben die Bedeutung internationaler Zusammenarbeit verdeutlichte. Am 10. Dezember 1924 heiratete Kotschnig die walisische Psychologin Elined Prys, mit der er drei Kinder hatte.

## Akademische und politische Karriere
1925 wurde Kotschnig Mitarbeiter des International Student Service (ISS) in Genf und war von 1927 bis 1934 Generalsekretär der Organisation. Gemeinsam mit seiner Frau gab er 1933 für den ISS den Band The University in a Changing World heraus. 1934/35 war Kotschnig in Genf Mitarbeiter des Völkerbundes in der Funktion als Direktor der Hochkommission für deutsche Flüchtlinge unter Hochkommissar James Grover McDonald. Kotschnig stellte dabei Schätzungen vor, nach denen die Zahl der deutschen Flüchtlinge deutlich niedriger sei, als von manchen Aufnahmestaaten behauptet und nur etwa 25.000 Flüchtlinge in Europa noch zu integrieren seien.
1936 emigrierte Kotschnig mit seiner Familie in die Vereinigten Staaten. Dort war Kotschnig als „visiting professor“ am Smith College in Northampton und am Mount Holyoke College in South Hadley tätig und lehrte und veröffentlichte zu Fragen der Erziehungsplanung und -politik. 1942 erlangte er die amerikanische Staatsbürgerschaft.
1943 veröffentlichte Kotschnig das Buch Slaves Need no Leaders. An Answer to the Facist Challenge on Education, das sich der Frage widmet, wie Erziehung eingesetzt werden kann/soll, um nach einem Sieg über den Faschismus demokratische Prinzipien in den befreiten Ländern zu etablieren und Menschen zu ermöglichen, rationale Entscheidungen zu treffen, anstatt Wunschdenken und irrationalen Versprechungen zu folgen. Ein gerechter Friede und interkulturelles Verständnis sind nach Kotschnigs Ansicht Voraussetzung dafür. Bereits 1933 hatte Kotschig den Aufstieg Adolf Hitlers und seine Popularität in Deutschland damit erklärt, dass die deutsche Bevölkerung die irrationalen Annahmen gehabt habe, das Land sei weiterhin eine unbesiegte militärische Supermacht und die Weimarer Verfassung mit dem Friedensvertrag von Versailles verknüpft hätten. Die Idee der Demokratie habe daher nie wirklich Fuß gefasst und Hitler habe die Ideen der Bevölkerung aufgenommen und für sie wiederholt.
Ab 1944 arbeitete Kotschnig für das Außenministerium der Vereinigten Staaten als Experte für internationale Organisationen. In dieser Eigenschaft war er an der Vorbereitung und Durchführung der Konferenz von Dumbarton Oaks (1944) beteiligt, in der die Grundlage für die Etablierung der Vereinten Nationen gelegt wurde, und vertrat die USA 1945 auf Treffen der International Labor Organization. 1947 wurde Kotschnig Leiter der Abteilung für International Organizational Affairs des US-Außenministeriums. Er nahm an zahlreichen Konferenzen im Rahmen der Etablierung der von UN-Organisationen, insbesondere der UNESCO, teil und war Berater der US-Delegation bei der Generalversammlung der Vereinten Nationen. Von 1949 bis 1961 war er Direktor des Office of International Economic and Social Affairs im State Department und von 1965 bis 1971 stellvertretender Assistant Secretary of State. 1971 zog er sich aus dem Amt zurück und war noch zwei Jahre als UN-Berater bei der Bekämpfung des Drogenhandels tätig.
Insgesamt war Kotschnig in der Administration fünf verschiedener US-Präsidenten tätig, von Harry S. Truman bis Richard Nixon. John F. Kennedy verlieh ihm 1962 den diplomatischen Rang eines Gesandten (Minister).

## Tod
Walter Kotschnig starb am 23. Juni 1985 an der Folgen seiner Alzheimer-Erkrankung, zwei Jahre nach dem Tod seiner Ehefrau.

## Werke
- The University in a Changing World: A Symposium. Oxford University Press, 1932.
- Unemployment in the Learned Professions: An international study of occupational and educational planning. Oxford University Press, 1937.
- Slaves Need no Leaders. Oxford University Press, 1943.
- The United Nations and Economic and Social Co-operation. Brookings Institution, 1957.